# Abelone Glahn
Abelone Henriette Glahn (født 12. juli 1955 i København) er en dansk journalist og forfatter, der efter en karriere i DR nu arbejder freelance, bl.a. med rådgivning om virksomheders ageren på internettet.
Hun blev uddannet fra Danmarks Journalisthøjskole i 1980.
Glahn blev i 1987 gift med musikeren Peter Abrahamsen, der døde i 2024.